# Interrogativadverb
Das Interrogativadverb – auch: Frageadverb – ist eine Unterart der Wortart Adverb, die einen Fragesatz einleitet und nach solchen Typen von Information fragt, die durch Adverbien ausgedrückt werden können: Ort, Zeit, Ursache, Art und Weise, Zweck. Es steht als Fragewort im Gegensatz zu den Interrogativpronomen (Fragefürwörtern). Interrogativadverbien haben oft Entsprechungen in Demonstrativadverbien: „wo – da“, „warum – darum“ usw. – Formgleich mit Interrogativadverbien, aber in ihrer syntaktischen Funktion anders, sind Relativadverbien. Der Form nach handelt es sich bei beiden um „w-Wörter“ (Wörter, die mit dem Buchstaben „w“ beginnen).
Interrogativadverbien leiten ebenso wie die entsprechenden Interrogativpronomen Ergänzungsfragen oder indirekte Fragen ein. Am Beispiel des Interrogativadverbs „wo“, das nach dem Ort fragt:
- „Wo bist du?“ (Ergänzungsfrage)
- „Ich frage mich, wo du jetzt sein könntest.“ (indirekte Frage)

Beispiele deutscher Interrogativadverbien sind:
- lokal:

das Fragewort „wo“
zusammengesetzte Wörter aus Fragewort und Richtungsadverb: „woher“ (= von wo), „wohin“ (= nach wo)
zusammengesetzte Wörter aus Präposition und Fragepronomen: „wozwischen“ (= zwischen was), „worin“ (= in was), etc.
- temporal: „wann“
- kausal: „wieso“, „weshalb“, „weswegen“, „warum“
- modal (im Sinne von Modaladverb): „wie“[1]

Mit „Adverb“ ist stets ein Einzelwort gemeint; syntaktisch komplexe Ausdrücke mit derselben Funktion, die aus mehreren Wörtern bestehen (lokal: „in welcher Stadt?“, kausal: „aus welchem Grund?“ etc.) sind keine Adverbien.